# Dairis Bertāns
Dairis Bertāns (Valmiera, Letonia, 9 de septiembre de 1989) es un jugador de baloncesto letón que milita en el VEF Riga de la Latvijas Basketbola līga. Con 1,93 metros de altura, juega en la posición de escolta.
Es el hermano mayor del también jugador de baloncesto Dāvis Bertāns (n. 1992).

## Trayectoria deportiva

### Profesional
[actualizar]

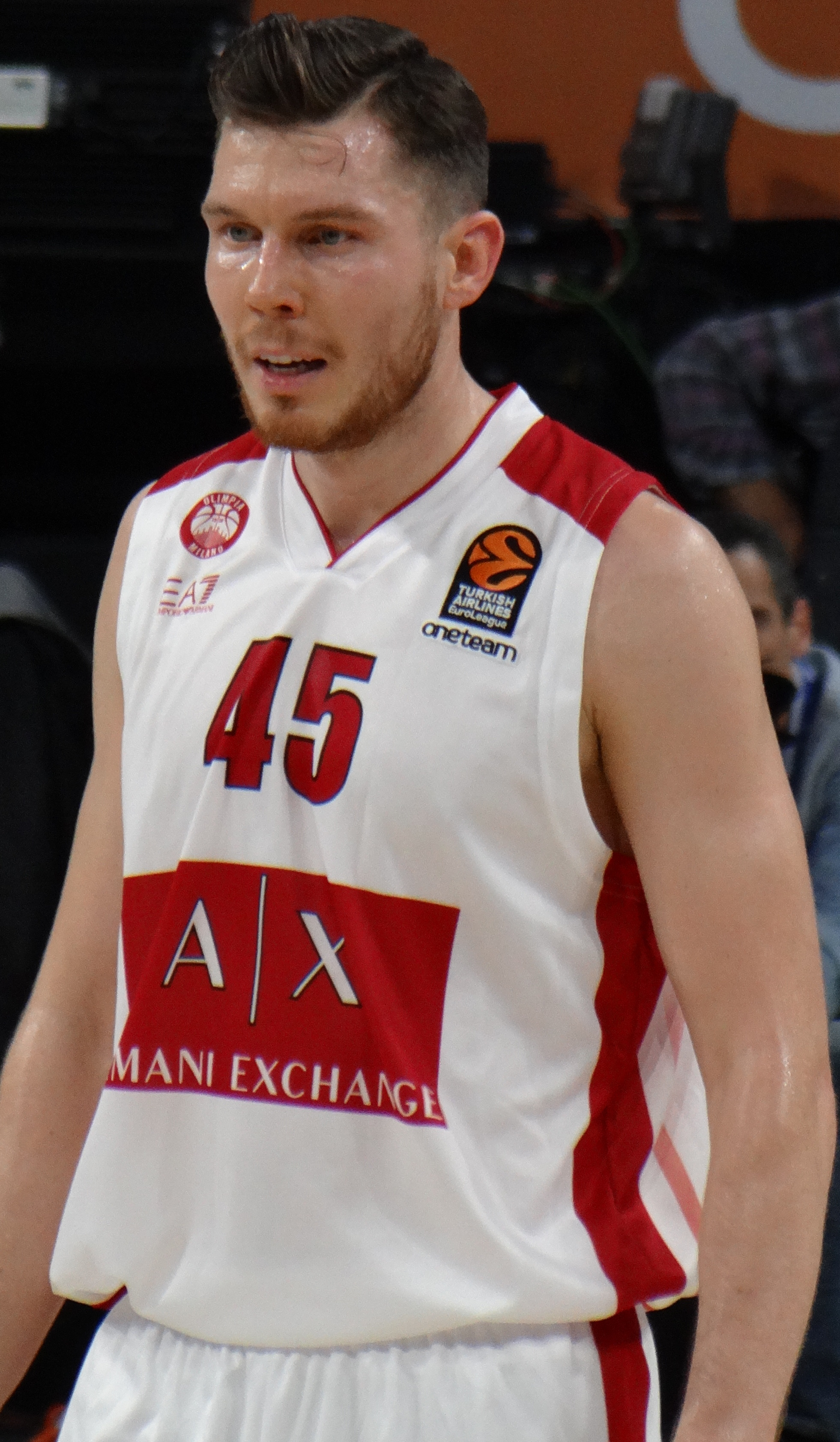
Bertāns con Olimpia Milano en 2017.

En junio de 2013, deja la disciplina del VEF Rīga y firma por tres temporadas con el Bilbao Basket de la Liga ACB. Durante los veranos en España, participa en las Summer League con equipos NBA, con los Boston Celtics en 2014, y con San Antonio Spurs en 2015.
Tras tres años en Bilbao, el 13 de julio de 2016, firma por una temporada (más una opcional) con el Darüşşafaka Doğuş turco.
El 10 de julio de 2017, firma con el Olimpia Milano italiano. El 29 de junio de 2018, renueva con el Milano de cara a la 2018–19. Pero el 1 de marzo de 2019, deciden rescindir su contrato.
El 2 de marzo de 2019 firma con los New Orleans Pelicans, haciendo su debut en la NBA ocho días más tarde ante Atlanta Hawks, y disputanto 12 encuentros hasta final de temporada.
El 7 de julio de 2019 es cortado por los Pelicans, y al día siguiente, el 8 de julio, firma por dos temporadas con el Khimki ruso.
El 27 de julio de 2021 firma con el Real Betis de la Liga ACB.
Tras dos años en España, el 14 de julio de 2023, regresa a Letonia, firmando por el VEF Rīga, por dos temporadas.

### Selección nacional
Fue integrante de las selecciones júnior de Letonia, disputando el EuroBasket Sub-16 de 2005, los EuroBasket Sub-18 de 2006 y 2007 (en el que finalizó tercero) y los EuroBasket Sub-20 de 2008 y 2009.
Debutó con la selección absoluta en el clasificatorio del EuroBasket 2011, torneo que luego disputó y en el que el equipo finalizó en último lugar (0-5).
En el preeuropeo de 2012 fue de los jugadores más destacados del combinado báltico, firmando 14,1 puntos, 3,3 rebotes y 3,1 asistencias. Luego participó en el EuroBasket 2013 donde su equipo finalizó decimoprimero.
Fue integrante de los partidos clasificatorios para el EuroBasket 2015, torneo que también disputó finalizando en octavo lugar.
En 2016 disputó el clasificatorio para los JJ. OO. de Río, donde promedió 16,3 puntos por encuentro, pero no lograron clasificarse.
Al año siguiente disputó el EuroBasket 2017, finalizando en quinta posición.
[actualizar]
Durante agosto y septiembre de 2023 fue integrante de la selección de Letonia que participó en el Mundial de 2023 celebrado en Asia, y que finalizó en quinto lugar.

## Estadísticas de su carrera en la NBA

### Temporada regular
| Año     | Equipo      | PJ | PT | MPP  | %TC  | %3P  | %TL | RPP | APP | ROB | TPP | PPP |
| ------- | ----------- | -- | -- | ---- | ---- | ---- | --- | --- | --- | --- | --- | --- |
| 2018-19 | New Orleans | 12 | 0  | 13.9 | .255 | .294 | -   | .8  | .8  | .1  | .0  | 2.8 |
| Total   | Total       | 12 | 0  | 13.9 | .255 | .294 | -   | .8  | .8  | .1  | .0  | 2.8 |